# Carolina (Portoryko)
Carolina – miasto w Portoryko; w aglomeracji San Juan; 197 tys. mieszkańców (2008). Jest siedzibą gminy Carolina. Trzecie co do wielkości miasto kraju.
W mieście rozwinął się przemysł farmaceutyczny, chemiczny oraz elektroniczny